# Jozef Verachtert
Pour les articles homonymes, voir Verachtert.
Josephus (Jozef) Maria Verachtert , né le 31 mars 1866 à Noorderwijk et décédé le 19 mai 1941  à Geel est un homme politique belge, membre du parti catholique.

## Biographie
Jos Verachtert fut docteur en droit (KUL, 1891).  Il épousa en 1892 la petite-fille de l’ancien bourgmestre Jacques Moortgat, ce qui le plaça au centre de l’élite socio-économique du bourg.
En 1894, il fut élu conseiller provincial de la province d’Anvers. Le 16 février 1896, il fut élu après des élections annulées comme conseiller communal et échevin pendant 4 ans. Il devint président du Davidsfonds. Il développa des activités dans le secteur agricole et des mutualités.
De 1900 à 1912, il fut élu au pouvoir exécutif provincial belge.  En 1912, ayant remplacé le candidat décédé Seraf Lambreghts sur la liste, il fut élu député de l’arrondissement. En 1919, il réussit à se maintenir comme tête de liste aux élections en se montrant démocrate et flamingant et en tant que candidat des paysans. Il fut réélu sans problème, ainsi qu’en 1921 et 1925. Dès 1929, Verachtert ne put plus tirer la liste et ce n’est qu’entre 1932 et 1936 qu’il réussit à être repêché comme sénateur provincial d’Anvers.
En 1921, Verachtert devint bourgmestre de Geel. En 1932, il perdit la majorité au profit des nationalistes et socialistes, mais put se maintenir comme bourgmestre et en 1936, il continua avec les nationalistes jusqu’en 1938, où la jeune garde décida de gouverner avec le soutien des socialistes. Verachtert démissionna en 1941, deux mois avant sa mort.
Il fut décoré de la Croix Civile 1re Classe - Croix d'Or.
Il fut créé Commandeur, puis Grand-Officier de l'ordre de Léopold.

## Généalogie
- Il fut le fils de Augustinus (1835-?) et Florentina Daems (1835-1888);
- Il épousa en 1892 Maria Moortgat (1870-1936);
  - Ils eurent 2 enfants : Carolus (1897-1976) et Maria (1893-1963).

## Sources
- Bio sur ODIS